# Trenzado manual con lazos

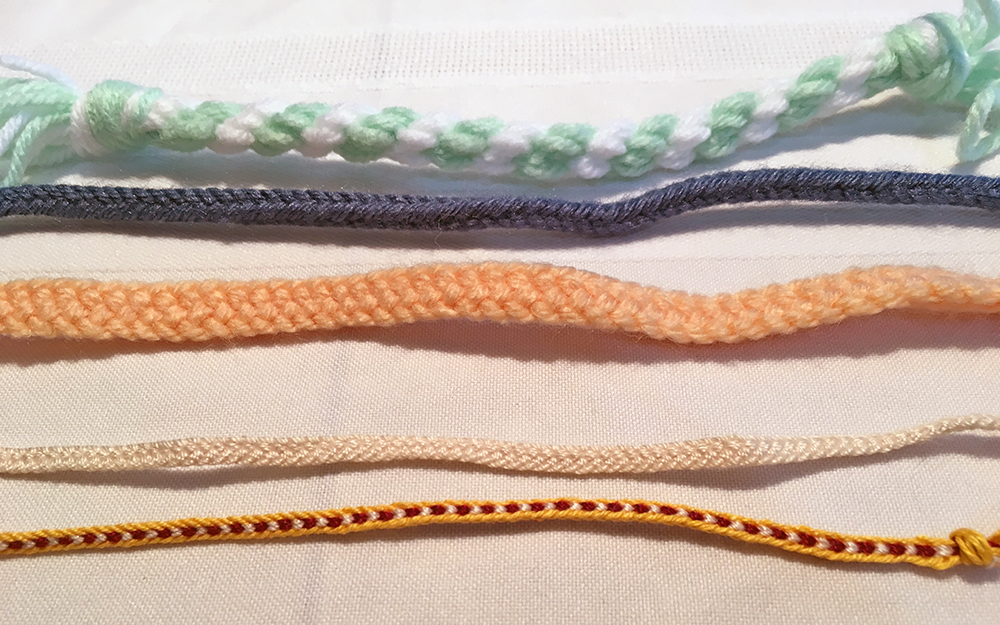
Trenzado manual

El trenzado manual con lazos es una técnica para fabricar cuerdas resistentes y decorativas utilizando hilos. Este es un tipo de trenzado también denominado manipulación de lazos. La trenza se produce a partir de lazos de hilos, que están tomados en un punto central, los lazos son manipulados con ayuda de los dedos y manos entrelazándolos entre sí.
La técnica se origina durante la Edad Media, y en excavaciones realizadas en Londres se han encontrado numerosos trozos de trenzas realizadas en seda, que se han fechado hacia la segunda mitad del siglo XII, y comienzos del siglo XV. A partir del siglo XV, existen diversos registros en libros con instrucciones, diagramas y técnicas de trenzado diversas.
Una técnica relacionada con esta es el denominado estilo kute-uchi de Japón. Esta técnica se remonta al siglo VII, y se utilizó desde la Edad Media hasta el siglo XIX, para producir cordeles para atar las armaduras de los guerreros.